# 1268 Libya
1268 Libya è un asteroide della fascia principale del diametro medio di circa 94,1 km. Scoperto nel 1930, presenta un'orbita caratterizzata da un semiasse maggiore pari a 3,9609524 UA e da un'eccentricità di 0,1044842, inclinata di 4,42273° rispetto all'eclittica.
Il suo nome fa riferimento alla Libia, uno Stato del Nordafrica.